# روداو
روداو (به کردی: تۆڕی میدیاییی ڕووداو) یک شبکهٔ خبری تلویزیونی در کردستان عراق است که به گروه رسانه‌ای روداو تعلق دارد. این مجموعه فعالیت خود را از ۶ ژوئیه ۲۰۰۹ در اربیلِ اقلیم کردستان آغاز کرده‌است. گروه رسانه‌ای روداو خبرها را به زبان‌های کردی (کرمانجی و سورانی، هورامی) انگلیسی، عربی و ترکی از طریق تلویزیون، رادیو و وب‌سایت خبری روداو منتشر می‌کند.

## رادیو روداو
روداو یک کانال خبری رادیویی هم دارد که از موج کوتاه در خاورمیانه پخش می‌شود. مخاطبان در سراسر جهان می‌توانند به خبرهای رادیو روداو گوش دهند.